# چین تایپه در المپیک
تایوان، با نام رسمی جمهوری چین (ROC)، از سال ۱۹۸۴ بدین سو، با عنوان «چین تایپه» (TPE) در بازی‌های المپیک شرکت می‌کند. ورزشکاران این کشور حق استفاده از پرچم جمهوری چین را نداشته و به جای آن با پرچم المپیک چین تایپه در رقابت‌ها حاضر می‌شوند. همچنین برای هر مراسم مدال، سرود پرچم ملی جمهوری چین به جای سرود ملی جمهوری چین پخش می‌شود. دلیل این محدودیت‌ها اختلاف‌های سیاسی جمهوری خلق چین و تایوان است.
ورزشکاران تایوانی اولین مدال المپیک خود را در سال ۱۹۶۰ به دست آوردند و نخستین مدال طلای این کشور در سال ۲۰۰۴ کسب شد. چین تایپه بیشترین تعداد مدال‌های خود را در بازی‌های المپیک ۲۰۲۰ به دست آورد.

## مشارکت
در سال ۱۹۲۲، کمیته بین‌المللی المپیک (IOC) اعلام کرد فدراسیون ملی دو و میدانی آماتور چین را به عنوان کمیته ملی المپیک در چین به رسمیت خواهد شناخت.ده سال بعد، در ۱۹۳۲، کمیته المپیک چین (ROC) برای اولین بار، با نام «چین» در المپیک شرکت کرد. در پی جنگ داخلی چین، در سال ۱۹۴۹ میلادی، فدراسیون ملی دو و میدانی آماتور چین به جزیره تایوان نقل مکان کرد.
در سال ۱۹۵۲ تیم ROC از المپیک هلسینکی کناره‌گیری کرد زیرا کمیته بین‌المللی المپیک به جمهوری خلق چین (PRC) اجازه داده بود در این مسابقات شرکت نماید.
در سال ۱۹۵۴ میلادی، کمیته بین‌المللی المپیک قطعنامه‌ای تصویب کرد که کمیته المپیک چین واقع در جمهوری خلق چین (پکن) را به رسمیت می‌شناسد.در ۱۹۵۶ میلادی، ROC در بازی‌های المپیک ملبورن به عنوان «جمهوری چین» نمایندگانی را به مسابقات اعزام کرد. جمهوری خلق چین در اعتراض به این کاروان، از بازی‌ها کناره‌گیری نمود؛ زیرا نمی‌پذیرفت که دو کمیته المپیک چین در فهرست اعضای کمیته بین‌المللی المپیک وجود داشته باشند.در ۱۹۵۸، جمهوری خلق چین رسماً از جنبش المپیک و تمام فدراسیون‌های حاکم بر ورزش‌های المپیکی خارج شد. پروفسور دونگ شویی، یکی از اعضای کمیته بین‌المللی المپیک، هم به نفع جمهوری خلق چین استعفا داد.در نتیجه، در سال ۱۹۵۹ کمیته بین‌المللی المپیک در نامه‌ای به ROC اطلاع داد که چون دیگر آن‌ها توان کنترل بر رشته‌های ورزشی در سرزمین اصلی چین را ندارند، طبق قوانین ROC دیگر نمی‌تواند با نام «کمیته المپیک چین» به رسمیت شناخته شود و همه برنامه‌های عملی این کمیته بایستی تحت نام دیگری در نظر گرفته می‌شوند.سال بعد ROC رسماً به نام «کمیته المپیک جمهوری چین» تغییر نام داد و مجدداً به رسمیت شناخته شد.
در ۱۹۶۳ کمیته بین‌المللی المپیک نام «تایوان» را به رسمیت شناخت و NOC اجازه یافت که از عبارت مخفف "ROC" بر البسهٔ ورزشی استفاده نماید.در ۱۹۶۸ هم کمیته بین‌المللی المپیک پس از بازی‌های ۱۹۶۸، موافقت خود را با تغییر نام تیم تایوان به «جمهوری چین» اعلام کرد.در سال ۱۹۷۶، ROC بر استفاده از نام «جمهوری چین» پافشاری می‌کرد و به همین دلیل مجاز به شرکت در بازی‌های المپیک تابستانی مونترال نشد، زیرا کشور میزبان، کانادا، در این زمان جمهوری خلق چین را به عنوان تنها دولت قانونی چین به رسمیت می‌شناخت.
در سال ۱۹۷۹ کمیته بین‌المللی المپیک رسماً کمیته المپیک چین را به عنوان نمایندهٔ واقعی کشور چین به رسمیت شناخت. کمیته بین‌المللی المپیک برای اتخاذ این تصمیم، رأی پستی ۸۹ عضو خود را جویا شده بود. پس از این تصمیم‌گیری، کمیتهٔ المپیکی ROC مجبور شد نام خود را به «کمیته المپیک چین تایپه» تغییر دهد و زان پس مجاز به استفاده از پرچم و سرود ملی کشور تایوان در المپیک نیست. سال بعد، ۱۹۸۰، ROC به خاطر این تصمیم IOC اعتراض کرده و حاضر به استفاده از نام «چین تایپه» در رویدادهای ورزشی بین‌المللی نشد و بازی‌های زمستانی لیک پلاسید و بازی‌های تابستانی مسکو را تحریم کرده و در آن‌ها شرکت نیافت.نهایتاً در سال ۱۹۸۱ میلادی، در لوزان توافق‌نامه‌ای میان خوان آنتونیو سامارانش، رئیس وقت IOC, و شن چیا-مینگ، ریاست کمیته المپیک چین تایپه، به امضا رسید. در این توافق مشخص شد که ورزشکاران تایوانی بایستی تحت چه نام، پرچم و نشانی در مسابقات آتی مربوط به المپیک شرکت جویند. در سال ۱۹۸۴ برای نخستین بار «چین تایپه» با نام جدید در بازی‌های المپیک زمستانی سارایوو به رقابت‌های ورزشی پرداخت.

### خلاصه تایم‌لاین
| المپیک سال | تیم              | تیم                  | تیم                  | تیم                        | تیم                        |
| المپیک سال | سرزمین اصلی چین  | سرزمین اصلی چین      | سرزمین اصلی چین      | تایوان                     | تایوان                     |
| ---------- | ---------------- | -------------------- | -------------------- | -------------------------- | -------------------------- |
| ۱۹۲۴       |                  |                      | (Chine)              | به عنوان بخشی از کشور ژاپن | به عنوان بخشی از کشور ژاپن |
| ۱۹۳۲–۱۹۳۶  |                  | چین                  | (CHN)                | به عنوان بخشی از کشور ژاپن | به عنوان بخشی از کشور ژاپن |
| ۱۹۴۸       |                  |                      | (CHN)                |                            |                            |
| ۱۹۵۲       |                  | جمهوری خلق چین (PRC) | جمهوری خلق چین (PRC) |                            |                            |
| ۱۹۵۶       |                  |                      |                      |                            | جمهوری چین (CHN)           |
| ۱۹۶۰       | فورموسا (RCF)    |                      |                      |                            |                            |
| ۱۹۶۴–۱۹۶۸  | تایوان (TWN)     |                      |                      |                            |                            |
| ۱۹۷۲–۱۹۷۶  | جمهوری چین (ROC) |                      |                      |                            |                            |
| ۱۹۸۰       |                  | چین (CHN)            | چین (CHN)            |                            |                            |
| از ۱۹۸۴    |                  | چین (CHN)            | چین (CHN)            | چین تایپه (TPE)            |                            |

## مدال‌ها
| بازی | ورزشکار            | طلا                | نقره               | برنز               | جمع                | رتبه               |                    |
| ۱۹۲۴ | as part of ژاپن    | as part of ژاپن    | as part of ژاپن    | as part of ژاپن    | as part of ژاپن    | as part of ژاپن    |                    |
| ۱۹۳۲ | as part of ژاپن    | as part of ژاپن    | as part of ژاپن    | as part of ژاپن    | as part of ژاپن    | as part of ژاپن    |                    |
| ۱۹۳۶ | as part of ژاپن    | as part of ژاپن    | as part of ژاپن    | as part of ژاپن    | as part of ژاپن    | as part of ژاپن    |                    |
| ۱۹۴۸ | بخشی از جمهوری چین | بخشی از جمهوری چین | بخشی از جمهوری چین | بخشی از جمهوری چین | بخشی از جمهوری چین | بخشی از جمهوری چین | بخشی از جمهوری چین |
| ۱۹۵۲ | شرکت نداشت         | شرکت نداشت         | شرکت نداشت         | شرکت نداشت         | شرکت نداشت         | شرکت نداشت         | شرکت نداشت         |
| ۱۹۵۶ | 13                 | ۰                  | ۰                  | ۰                  | ۰                  | –                  |                    |
| ۱۹۶۰ | 27                 | ۰                  | ۱                  | ۰                  | ۱                  | ۳۲                 |                    |
| ۱۹۶۴ | 40                 | ۰                  | ۰                  | ۰                  | ۰                  | –                  |                    |
| ۱۹۶۸ | 43                 | ۰                  | ۰                  | ۱                  | ۱                  | ۴۲                 |                    |
| ۱۹۷۲ | 21                 | ۰                  | ۰                  | ۰                  | ۰                  | –                  |                    |
| ۱۹۷۶ | boycotted          | boycotted          | boycotted          | boycotted          | boycotted          | boycotted          | boycotted          |
| ۱۹۸۰ | boycotted          | boycotted          | boycotted          | boycotted          | boycotted          | boycotted          | boycotted          |
| ۱۹۸۴ | 38                 | ۰                  | ۰                  | ۱                  | ۱                  | ۴۳                 |                    |
| ۱۹۸۸ | 61                 | ۰                  | ۰                  | ۰                  | ۰                  | –                  |                    |
| ۱۹۹۲ | 37                 | ۰                  | ۱                  | ۰                  | ۱                  | ۴۹                 |                    |
| ۱۹۹۶ | 74                 | ۰                  | ۱                  | ۰                  | ۱                  | ۶۱                 |                    |
| ۲۰۰۰ | 74                 | ۰                  | ۱                  | ۴                  | ۵                  | ۵۸                 |                    |
| ۲۰۰۴ | 89                 | ۲                  | ۲                  | ۱                  | ۵                  | ۳۱                 |                    |
| ۲۰۰۸ | 80                 | ۱                  | ۱                  | ۲                  | ۴                  | ۴۵                 |                    |
| ۲۰۱۲ | 44                 | ۱                  | ۰                  | ۱                  | ۲                  | ۴۹                 |                    |
| ۲۰۱۶ | 58                 | ۱                  | ۰                  | ۲                  | ۳                  | ۵۰                 |                    |
| ۲۰۲۰ | 68                 | ۲                  | ۴                  | ۶                  | ۱۲                 | ۳۴                 |                    |
| ۲۰۲۴ | 60                 | ۲                  | ۰                  | ۵                  | ۷                  | ۳۵                 |                    |
| ۲۰۲۸ |                    |                    |                    |                    |                    |                    |                    |
| ۲۰۳۲ |                    |                    |                    |                    |                    |                    |                    |
| جمع  | جمع                | ۹                  | ۱۱                 | ۲۳                 | ۴۳                 | ۶۳                 |                    |

| بازی | ورزشکار      | طلا          | نقره         | برنز         | جمع          | رتبه         |           |
| ۱۹۷۲ | 5            | ۰            | ۰            | ۰            | ۰            | –            |           |
| ۱۹۷۶ | 6            | ۰            | ۰            | ۰            | ۰            | –            |           |
| ۱۹۸۰ | boycotted    | boycotted    | boycotted    | boycotted    | boycotted    | boycotted    | boycotted |
| ۱۹۸۴ | 12           | ۰            | ۰            | ۰            | ۰            | –            |           |
| ۱۹۸۸ | 13           | ۰            | ۰            | ۰            | ۰            | –            |           |
| ۱۹۹۲ | 8            | ۰            | ۰            | ۰            | ۰            | –            |           |
| ۱۹۹۴ | 2            | ۰            | ۰            | ۰            | ۰            | –            |           |
| ۱۹۹۸ | 7            | ۰            | ۰            | ۰            | ۰            | –            |           |
| ۲۰۰۲ | 6            | ۰            | ۰            | ۰            | ۰            | –            |           |
| ۲۰۰۶ | 1            | ۰            | ۰            | ۰            | ۰            | –            |           |
| ۲۰۱۰ | 1            | ۰            | ۰            | ۰            | ۰            | –            |           |
| ۲۰۱۴ | 3            | ۰            | ۰            | ۰            | ۰            | –            |           |
| ۲۰۱۸ | 4            | ۰            | ۰            | ۰            | ۰            | –            |           |
| ۲۰۲۲ | 4            | ۰            | ۰            | ۰            | ۰            | –            |           |
| ۲۰۲۶ | future event | future event | future event | future event | future event | future event |           |
| جمع  | جمع          | ۰            | ۰            | ۰            | ۰            | –            |           |

| \| ورزش \| طلا \| نقره \| برنز \| مجموع \| \| ----------------- \| --- \| ---- \| ---- \| ----- \| \| وزنه‌برداری \| ۴ \| ۲ \| ۵ \| ۱۱ \| \| تکواندو \| ۲ \| ۱ \| ۶ \| ۹ \| \| بدمینتون \| ۲ \| ۱ \| ۰ \| ۳ \| \| بوکس \| ۱ \| ۰ \| ۳ \| ۴ \| \| تیراندازی با کمان \| ۰ \| ۲ \| ۲ \| ۴ \| \| تنیس روی میز \| ۰ \| ۱ \| ۲ \| ۳ \| \| دو و میدانی \| ۰ \| ۱ \| ۱ \| ۲ \| \| ژیمناستیک \| ۰ \| ۱ \| ۱ \| ۲ \| \| بیسبال \| ۰ \| ۱ \| ۰ \| ۱ \| \| جودو \| ۰ \| ۱ \| ۰ \| ۱ \| \| تیراندازی \| ۰ \| ۰ \| ۱ \| ۱ \| \| کاراته \| ۰ \| ۰ \| ۱ \| ۱ \| \| گلف \| ۰ \| ۰ \| ۱ \| ۱ \| \| مجموع (۱۳ ورزش) \| ۹ \| ۱۱ \| ۲۳ \| ۴۳ \| |     |      |      |       |
| ورزش | طلا | نقره | برنز | مجموع |
| وزنه‌برداری | ۴   | ۲    | ۵    | ۱۱    |
| تکواندو | ۲   | ۱    | ۶    | ۹     |
| بدمینتون | ۲   | ۱    | ۰    | ۳     |
| بوکس | ۱   | ۰    | ۳    | ۴     |
| تیراندازی با کمان | ۰   | ۲    | ۲    | ۴     |
| تنیس روی میز | ۰   | ۱    | ۲    | ۳     |
| دو و میدانی | ۰   | ۱    | ۱    | ۲     |
| ژیمناستیک | ۰   | ۱    | ۱    | ۲     |
| بیسبال | ۰   | ۱    | ۰    | ۱     |
| جودو | ۰   | ۱    | ۰    | ۱     |
| تیراندازی | ۰   | ۰    | ۱    | ۱     |
| کاراته | ۰   | ۰    | ۱    | ۱     |
| گلف | ۰   | ۰    | ۱    | ۱     |
| مجموع (۱۳ ورزش) | ۹   | ۱۱   | ۲۳   | ۴۳    |

## فهرست مدال آوران
| Medal | Players/Players in the team | Games | Sport         | Event                    |
| ----- | --- | ----- | ------------- | ------------------------ |
| نقره  | یانگ چوان-کوانگ | ۱۹۶۰  | Athletics     | Men's decathlon          |
| برنز  | Chi Cheng | ۱۹۶۸  | Athletics     | Women's 80 metre hurdles |
| برنز  | تسای ون-یی | ۱۹۸۴  | Weightlifting | Men's 60 kg              |
| نقره  | چانگ چنگ-شین چانگ ون-چونگ چانگ یاو-تینینگ چن چی‌شین چن وی-چن چیانگ تای-چوان هوانگ چانگ یی هوانگ ون-پو جونگ یونگ کو کوئو-چیان کو لی چین-فو لیائو مینگ-هیونگ لین چائو-هوانگ لین کون-هان لو چن جونگ لو کو-چونگ پای کون-هونگ سای مینگ-هونگ وانگ کوانگ-شی وو شی سه | ۱۹۹۲  | Baseball      | Men's competition        |
| نقره  | Chen Jing | ۱۹۹۶  | Table tennis  | Women's singles          |
| نقره  | لی فنگ-یینگ | ۲۰۰۰  | Weightlifting | Women's 53 kg            |
| برنز  | Chen Jing | ۲۰۰۰  | Table tennis  | Women's singles          |
| برنز  | چی شو-جو | ۲۰۰۰  | Taekwondo     | Women's 49 kg            |
| برنز  | هوانگ چی هسیونگ | ۲۰۰۰  | Taekwondo     | Men's 58 kg              |
| برنز  | کو یی-هانگ | ۲۰۰۰  | Weightlifting | Women's 75 kg            |
| طلا   | چن شی-سین | ۲۰۰۴  | Taekwondo     | Women's flyweight        |
| طلا   | چو مو-ین | ۲۰۰۴  | Taekwondo     | Men's flyweight          |
| نقره  | چن سزو-یوان لیو مینگ هوانگ وانگ چنگ پانگ | ۲۰۰۴  | Archery       | Men's team               |
| نقره  | هوانگ چی هسیونگ | ۲۰۰۴  | Taekwondo     | Men's lightweight        |
| برنز  | چن لی جو وو هوی جو یوان شو چی | ۲۰۰۴  | Archery       | Women's team             |
| طلا   | Chen Wei-ling | ۲۰۰۸  | Weightlifting | Women's 48 kg            |
| نقره  | لو یینگ-چی | ۲۰۰۸  | Weightlifting | Women's 63 kg            |
| برنز  | چو مو-ین | ۲۰۰۸  | Taekwondo     | Men's 58 kg              |
| برنز  | سانگ یو چی | ۲۰۰۸  | Taekwondo     | Men's 68 kg              |
| طلا   | هسو شوچینگ | ۲۰۱۲  | Weightlifting | Women's 53 kg            |
| برنز  | تسنگ لی-چنگ | ۲۰۱۲  | Taekwondo     | Women's 57 kg            |
| طلا   | هسو شوچینگ | ۲۰۱۶  | Weightlifting | Women's 53 kg            |
| برنز  | لی چی یینگ لین شی شیا تان یاگینگ | ۲۰۱۶  | Archery       | Women's team             |
| برنز  | کو سینگ چون | ۲۰۱۶  | Weightlifting | Women's 58 kg            |
| طلا   | کو سینگ چون | ۲۰۲۰  | Weightlifting | Women's 59 kg            |
| طلا   | لی یانگ وانگ چی-لین | ۲۰۲۰  | Badminton     | Men's doubles            |
| نقره  | یانگ یونگ-وی | ۲۰۲۰  | Judo          | Men's 60 kg              |
| نقره  | دنگ یو-چنگ تانگ چیه-چون وی چون-هنگ | ۲۰۲۰  | Archery       | Men's team               |
| نقره  | لی چیه-کای | ۲۰۲۰  | Gymnastics    | Men's pommel horse       |
| نقره  | تای تزو-یینگ | ۲۰۲۰  | Badminton     | Women's singles          |
| برنز  | لو چیا-لینگ | ۲۰۲۰  | Taekwondo     | Women's 57 kg            |
| برنز  | لین یون-جو چنگ آی-چینگ | ۲۰۲۰  | Table tennis  | Mixed doubles            |
| برنز  | چن ون-هوئی | ۲۰۲۰  | Weightlifting | Women's 64 kg            |
| برنز  | پان چنگ-تسونگ | ۲۰۲۰  | Golf          | Men's individual         |
| برنز  | هوانگ هسیائو-ون | ۲۰۲۰  | Boxing        | Women's flyweight        |
| برنز  | ون تزو یون | ۲۰۲۰  | Karate        | Women's 55 kg            |
| طلا   | لی یانگ وانگ چی-لین | ۲۰۲۴  | Badminton     | Men's doubles            |
| طلا   | لی یو تینگ | ۲۰۲۴  | Boxing        | Women's 57 kg            |
| برنز  | لی منگ یوان | ۲۰۲۴  | Shooting      | Men's skeet              |
| برنز  | وو شی یی | ۲۰۲۴  | Boxing        | Women's 60 kg            |
| برنز  | تانگ چیا-هونگ | ۲۰۲۴  | ژیمناستیک     | Men's horizontal bar     |
| برنز  | چن نین چین | ۲۰۲۴  | بوکس          | Women's 66 kg            |
| برنز  | کو سینگ چون | ۲۰۲۴  | وزنه‌برداری    | ۵۹ کیلوگرم زنان          |